# Charles Dupasquier
Pour les articles homonymes, voir Dupasquier.
Charles Dupasquier, né le 14 août 1804 à Chambéry et mort le 16 avril 1880 à Chambéry, est un avocat général, conseiller à la cour d'appel de Savoie et homme politique, acteur de l'Annexion de la Savoie en 1860.

## Biographie

### Famille
Charles Dupasquier est né le 14 août 1804 à Chambéry, dans le département du Mont-Blanc. En effet, le duché de Savoie a été annexé par la France révolutionnaire, par décret du 27 novembre 1792. Il est le fils cadet de Jacques Dupasquier (1776-ca1816), fournisseur des troupes de Savoie, puis capitaine au 6e régiment des dragons, fait chevalier de la Légion d'honneur, et de Jeanne Chapperon (1779-1868).
Il épouse Bénédicte Durif, le 3 août 1840 à Tullins (Isère), dans le Dauphiné voisin. Ils ont trois enfants :
- Sébastien (1841-1865), juriste, décédé célibataire ;
- Jenny (1844-1928), marié avec Gabriel Revel (1833-1919), magistrat, d'où 5 enfants ;
- Charles (1850-....), ancien magistrat, puis avocat à Annecy (Savoie).

### Carrières juridique et politique
Charles Dupasquier effectue des études de droit. Le 20 mai 1848, il devient conseiller à la Cour d'appel de Chambéry.
Alors que le gouvernement sarde met en place un parlement du royaume de Sardaigne à Turin, à la suite du Statut de 1848, avec l'élection de représentants pour les provinces, Charles Dupasquier se présente pour le collège de Chambéry face au sénateur Costa de Beauregard. Candidat modéré, il est battu avec six fois moins de suffrages.
Au lendemain de l'Annexion du duché de Savoie par l'Empire français, il devient d'avril à juin le Gouverneur-régent — Président de Chambre à la Cour impériale de Chambéry — du département de la Savoie. Il assure ainsi la transition administrative entre l'ancien duché et son entrée dans le giron français. 
- 1865-1870 : Président du Conseil général de la Savoie.
- 1866-1874 (retraite) : Premier Président de la Cour d'appel de Chambéry

Le 30 janvier 1876, il devient Sénateur de la Savoie jusqu'à sa mort.

## Décorations
- Grand Officier de l'Ordre des Saints-Maurice-et-Lazare (1869)
- Commandeur de la Légion d'honneur (1860)
- Officier de l'Instruction publique

## Pour aller plus loin